# Martin Senftleben
Martin Senftleben, född 1975, är en nederländsk jurist och professor i immaterialrätt samt föreståndare vid Institutet för rättsinformatik (IViR) vid Universiteit van Amsterdam. Hans forskning har framförallt handlat om balansen mellan immateriella äganderätter och allmänhetens intressen.

## Biografi
Senftleben studerade juridik vid Ruprecht-Karls-Universität Heidelberg och forskade därefter både vid IViR och Max Planck-institutet för innovation och konkurrens i München. 2004 tog han filosofie doktorsexamen vid Amsterdams universitet. Därefter arbetade han med juridiska frågor vid avdelningen för varumärken och geografiska ursprungsbeteckningar vid World Intellectual Property Organization i Genève. Mellan 2007 och 2020 var han professor i immaterialrätt vid Vrije Universiteit Amsterdam. Han har också arbetat som upphovsrättsjurist på en juristbyrå mellan 2008 och 2019.
2017 var han gästforskare vid New York University, och mellan 2017 och 2020 var han gästprofessor vid Xiamens universitet. Han har även undervisat vid Centre for International Intellectual Property Studies (CEIPI) i Strasbourg, vid Munich Intellectual Property Law Center (MIPLC) samt vid universiteten i Krakow och Catania.